# Крейдянка (Балаклейский район)
Крейдянка (укр. Крейдянка), село,
Балаклейский городской совет,
Изюмский район,
Харьковская область, Украина.
Код КОАТУУ — 6320210101. Население по переписи 2001 г. составляет 34 (14/20 м/ж) человека.

## Географическое положение
Село Крейдянка находится в 3-х км от г. Балаклея.
С востока село окружает сосновый лес, с запада — река Северский Донец (укр. Сіверський Дінець). В округе много озёр.

## Происхождение названия
Происходит от укр. Крейда — мел. На территории Украины 2 населённых пункта с названием Крейдянка. В 4-х км находится с. Меловая, возле которого есть большой меловой карьер.

## История
Возле с. Крейдянка в грунтовом могильнике найдены керамические черепки, украшенные прямыми крестами, характерными для срубной культурно-исторической общности (вторая половина II тыс. —VII в. до н. э.).
Возле села встречеются археологические находки (оружие), которые некоторые специалисты относят к
первой встрече руссов с половцами 10 мая 1185 года.

## Предприятия
В селе и рядом находятся много домов отдыха:
- Азон
- Белый аист
- «Заря», база отдыха ГП «Завод им. В. А. Малышева»